# Kathleen Goossens
Kathleen Goossens (Lier, 23 mei 1976) is een Vlaamse actrice en zangeres. Ze werd vooral bekend als Caro uit Familie.

## Carrière
Goossens was zangeres in de Belgische dance-acts Astroline en Orion Too (als Caitlin). In 1998 werd ze gebeld door Niels William om toe te treden tot het nieuw te vormen K3. Hier ging ze niet op in.
In het najaar van 2009 was ze te zien in de realityshow K2 zoekt K3. Nadat ze zich door de voorselecties had geslagen, werd ze in aflevering 5 geëlimineerd en maakte ze zodoende geen kans meer naamgenoot Kathleen Aerts bij K3 op te volgen.
Kathleen was tijdens de voorselecties van K2 zoekt K3 zwanger te zien. Inmiddels heeft zij een zoon.

## Televisie
- F.C. De Kampioenen - Valerie (2008)
- Familie - Caro Goossens (2008-2009)
- Aspe - Melissa Vercruysse (2008)
- K2 zoekt K3 - Zichzelf als kandidate (2009)
- Zone Stad - Margo Van Roy (2011)

## Film
- Meisjes - Receptioniste (2009)

## Muziek
- Astroline (1997-2001)
- Orion Too (2001-2005)

In 2011 zong ze mee in het nummer "Traveling" van dj Coone's album The Challenge.